# Eschbourg
Eschbourg [ɛʃbuʁ]  est une commune française située dans la circonscription administrative du Bas-Rhin et, depuis le 1er janvier 2021, dans le territoire de la Collectivité européenne d'Alsace, en région Grand Est.
Cette commune se trouve dans la région historique et culturelle d'Alsace et fait partie du parc naturel régional des Vosges du Nord.

## Géographie

### Localisation
Linguistiquement, Eschbourg se situe dans la zone du francique rhénan.

### Communes limitrophes
Le territoire de la commune est limitrophe de ceux de huit communes, dont deux du département de la Moselle :
| Schœnbourg, Lohr                 | La Petite-Pierre |                       |
| Pfalzweyer, Hangviller (Moselle) | Eschbourg        | Neuwiller-lès-Saverne |
| Vilsberg (Moselle)               |                  | Eckartswiller         |

### Géologie et relief
La commune se compose de 40,53 hectares de territoires artificialisés (5,73 %), 484,85 hectares de territoires agricoles (68,58 %) et 181,78 hectares de forêts et milieux semi-naturels (25,71 %).
Espaces naturels :
- Dix espaces protégés hors Natura 2000 :

Birenberg/altmatt,
Langmatt,
Site Du Graufthal,
Rochers Du Rehbach,
Langmatt  - parcelle en maitrise d'usage,
Réserve de Biosphère, zone centrale. Vosges Du Nord,
Réserve de Biosphère, zone tampon. Vosges Du Nord,
Réserve de Biosphère, zone tampon. Moselle sud,
Réserve de Biosphère, zone de transition. Vosges Du Nord,
Parc naturel régional.
- Deux espaces protégés Natura 2000 :

Vosges du Nord,.
- Une zone naturelle d'intérêt écologique, faunistique et floristique (Znieff) :

 Forêts des plateaux gréseux des Vosges du Nord.

### Hydrographie et les eaux souterraines
Hydrogéologie et climatologie
Système d’information pour la gestion des eaux souterraines du bassin Rhin-Meuse
Territoire communal : Occupation du sol (Corinne Land Cover); Cours d'eau (BD Carthage),
Géologie : Carte géologique; Coupes géologiques et techniques,
Hydrogéologie : Masses d'eau souterraine; BD Lisa; Cartes piézométriques.
La commune est dans le bassin versant du Rhin au sein du bassin Rhin-Meuse. Elle est drainée par la Zinsel du Sud, le ruisseau le Nesselbach, le ruisseau le Niederbachel et le ruisseau le Rehbach,,.
La Zinsel du Sud, d'une longueur totale de 30,9 km, prend sa source dans la commune de Wintersbourg et se jette  dans la Zorn à Steinbourg, après avoir traversé 15 communes. Les caractéristiques hydrologiques de la Zinsel du Sud sont données par la station hydrologique située sur la commune d'Eckartswiller. Le débit moyen mensuel est de 0,879 m3/s. Le débit moyen journalier maximum est de 14,7 m3/s, atteint lors de la crue du 3 février 2020. Le débit instantané maximal est quant à lui de 24,1 m3/s, atteint le 4 mai 2013.

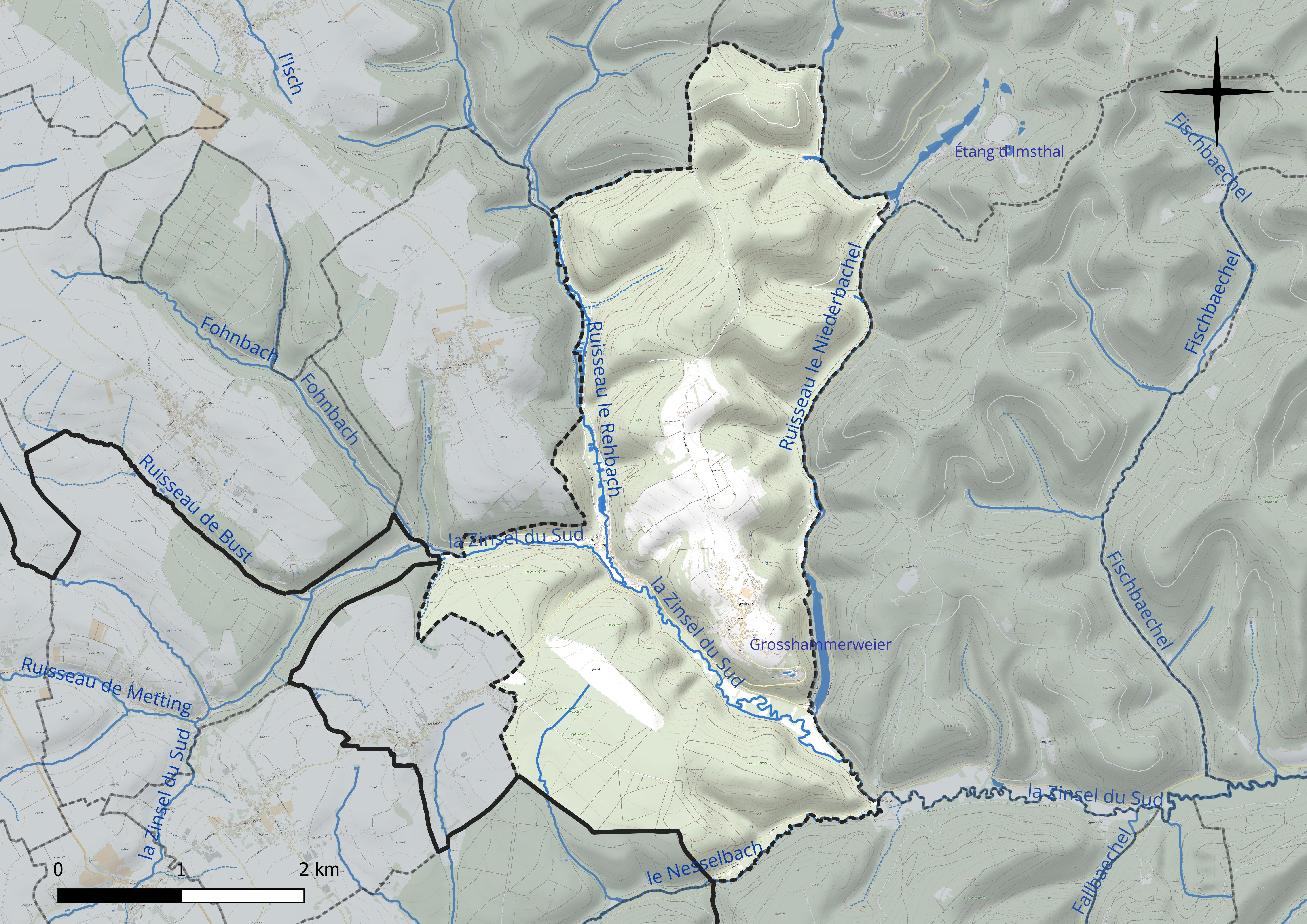
Réseau hydrographique d'Eschbourg.

### Climat
Pour des articles plus généraux, voir Climat du Grand Est et Climat du Bas-Rhin.
En 2010, le climat de la commune est de type climat des marges montargnardes, selon une étude du Centre national de la recherche scientifique s'appuyant sur une série de données couvrant la période 1971-2000. En 2020, Météo-France publie une typologie des climats de la France métropolitaine dans laquelle la commune est exposée à un climat semi-continental et est dans la région climatique  Vosges, caractérisée par une pluviométrie très élevée (1 500 à 2 000 mm/an) en toutes saisons et un hiver rude (moins de 1 °C). 
Pour la période 1971-2000, la température annuelle moyenne est de 10,2 °C, avec une amplitude thermique annuelle de 17 °C. Le cumul annuel moyen de précipitations est de 973 mm, avec 13,1 jours de précipitations en janvier et 10,4 jours en juillet. Pour la période 1991-2020, la température moyenne annuelle observée sur la station météorologique de Météo-France la plus proche, « Berg », sur la commune de Berg à 14 km à vol d'oiseau, est de 10,4 °C et le cumul annuel moyen de précipitations est de 801,8 mm. 
La température maximale relevée sur cette station est de 37,4 °C, atteinte le 25 juillet 2019 ; la température minimale est de −16,8 °C, atteinte le 7 février 2012,,. 
Les paramètres climatiques de la commune ont été estimés pour le milieu du siècle (2041-2070) selon différents scénarios d'émission de gaz à effet de serre à partir des nouvelles projections climatiques de référence DRIAS-2020. Ils sont consultables sur un site dédié publié par Météo-France en novembre 2022.

## Urbanisme

### Typologie
Au 1er janvier 2024, Eschbourg est catégorisée commune rurale à habitat dispersé, selon la nouvelle grille communale de densité à sept niveaux définie par l'Insee en 2022.
Elle est située hors unité urbaine et hors attraction des villes,.

### Occupation des sols
L'occupation des sols de la commune, telle qu'elle ressort de la base de données européenne d’occupation biophysique des sols Corine Land Cover (CLC), est marquée par l'importance des forêts et milieux semi-naturels (84,9 % en 2018), en diminution par rapport à 1990 (86,3 %). La répartition détaillée en 2018 est la suivante : 
forêts (84,9 %), prairies (9,9 %), zones urbanisées (3,3 %), terres arables (1,8 %). L'évolution de l’occupation des sols de la commune et de ses infrastructures peut être observée sur les différentes représentations cartographiques du territoire : la carte de Cassini (XVIIIe siècle), la carte d'état-major (1820-1866) et les cartes ou photos aériennes de l'IGN pour la période actuelle (1950 à aujourd'hui).

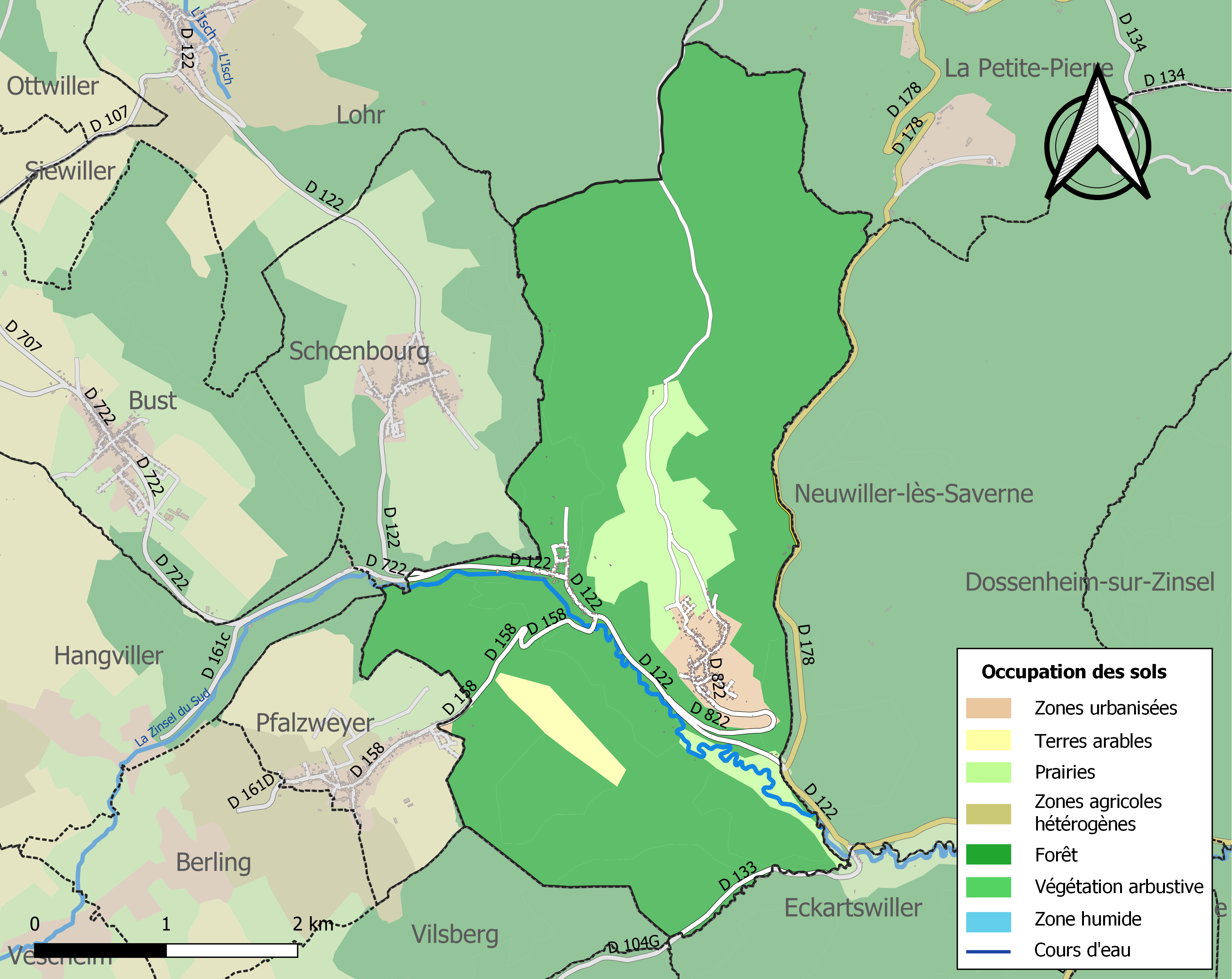
Carte des infrastructures et de l'occupation des sols de la commune en 2018 (CLC).

### Lieux-dits, hameaux et écarts
- Graufthal.

### Voies de communications et transports

#### Voies routières
- Autoroute A4. Échangeur n°4 N4 > Phalsbourg.
- D122 vers Schoenbourg[35].
- D122 > D178 vers La Petite Pierre.

#### Transports en commun

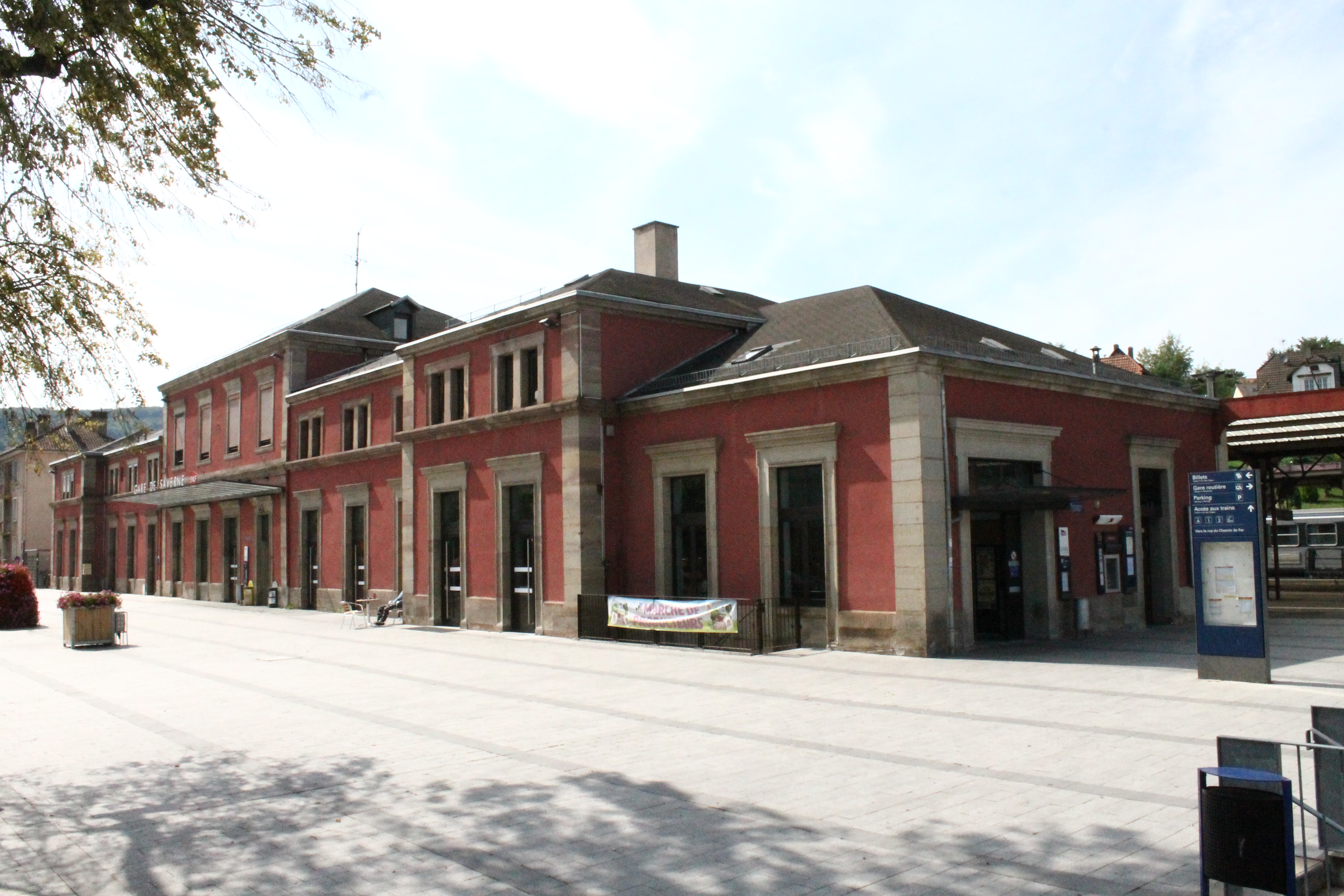
La gare de Saverne.

- Transports en Alsace.
- Fluo Grand Est.

##### SNCF
- Gare de Saverne,
- Gare de Zornhoff-Monswiller,
- Gare de Lutzelbourg,
- Gare de Steinbourg,
- Gare de Tieffenbach - Struth.

## Toponymie
- Du germanique ask/esche « frêne » + burg « village fortifié »[36].
- Eschbourg (1793).

## Histoire
La localité appartenait à l'évêché de Metz et faisait partie des biens de l’abbaye Saint Gangolphe de Graufthal. Le lieu-dit Esperg avait été donné en fief au sire de Lutzelburg. En 1523, les comtes palatins s’accaparent les lieux et les intègrent au comté de la Petite-Pierre.
En 1789, Graufthal fait alors partie du comté de la Petite-Pierre et de sa prévôté de Behrlingen, mais tout y rappelle encore la Lorraine : les mœurs, les coutumes, l'idiome et l'habillement des habitants.
Graufthal/Krauffthal devient ensuite une commune éphémère de France avant d'être rattachée avant 1794 à Eschbourg.

## Politique et administration

### Élections municipales et communautaires

#### Liste des maires
| Période                                  | Période  | Identité       | Étiquette | Qualité      |
| ---------------------------------------- | -------- | -------------- | --------- | ------------ |
| Les données manquantes sont à compléter. |          |                |           |              |
| 2001                                     | 2008     | Édouard Jung   |           |              |
| mars 2008                                | mai 2020 | Daniel Oster   |           |              |
| mai 2020                                 | En cours | Étienne Wagner |           | Ancien cadre |

## Finances communales

### Budget et fiscalité 2023

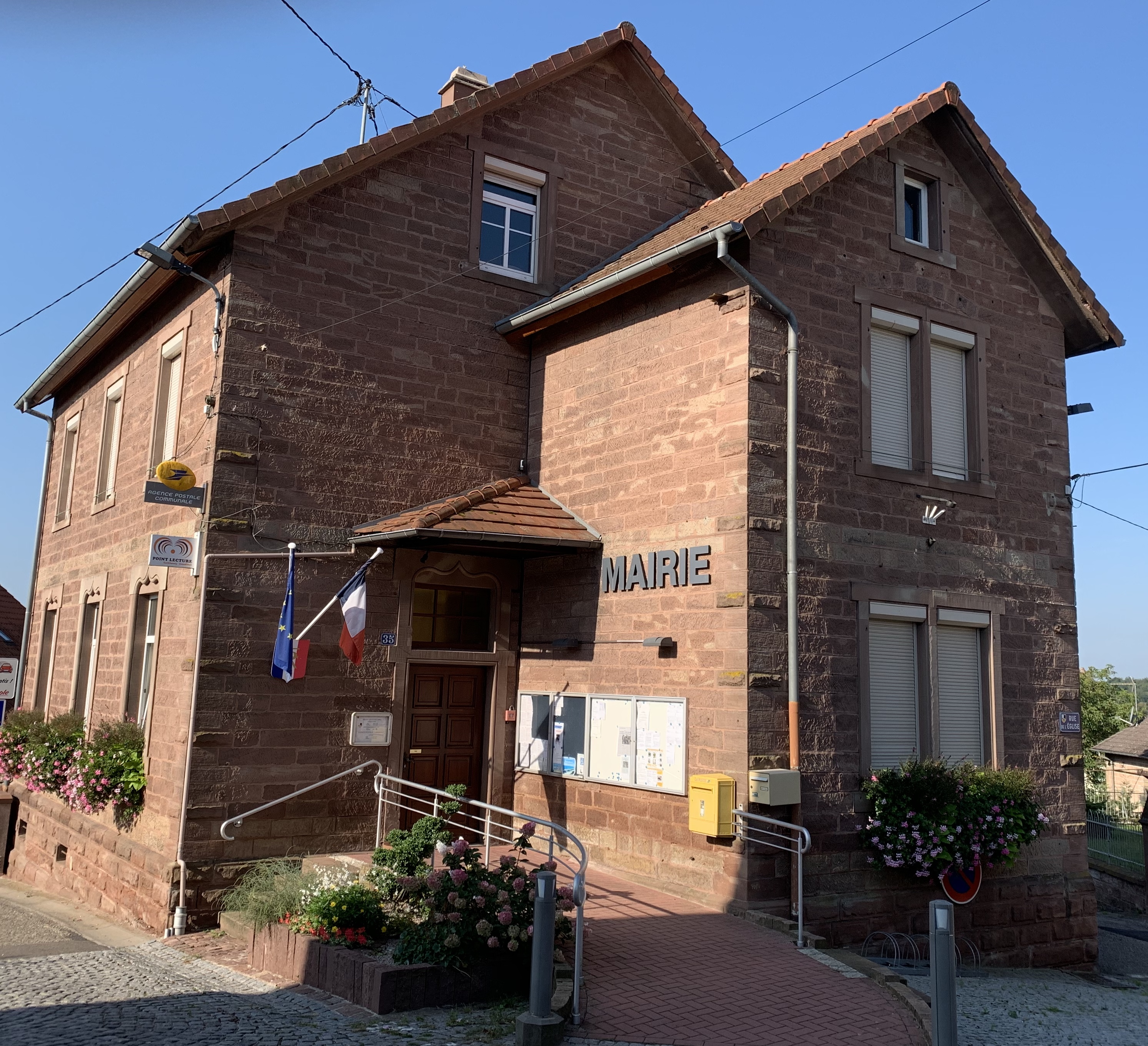
La mairie.

En 2023, le budget de la commune était constitué ainsi :
- total des produits de fonctionnement : 377 000 €, soit 789 € par habitant ;
- total des charges de fonctionnement : 290 000 €, soit 607 € par habitant ;
- total des ressources d'investissement : 344 000 €, soit 720 € par habitant ;
- total des emplois d'investissement : 514 000 €, soit 1 074 € par habitant ;
- endettement : 283 000 €, soit 592 € par habitant.

Avec les taux de fiscalité suivants :
- taxe d'habitation : 11,37 % ;
- taxe foncière sur les propriétés bâties : 30,99 % ;
- taxe foncière sur les propriétés non bâties : 111,49 % ;
- taxe additionnelle à la taxe foncière sur les propriétés non bâties : 0,00 % ;
- cotisation foncière des entreprises : 0,00 %.

Chiffres clés Revenus et pauvreté des ménages en 2021 : médiane en 2021 du revenu disponible, par unité de consommation : 22 060 €.

## Équipements et services publics

### Enseignement
Établissements d'enseignements :
- École maternelle et primaire[43],
- Collèges à Phalsbourg, Drulingen, Saverne,
- Lycées à Phalsbourg, Saverne.

### Santé
Professionnels et établissements de santé :
- Médecins à La Petite-Pierre, Phalsbourg, Dossenheim-sur-Zinsel, Monswiller, Drulingen,
- Pharmacies à La Petite-Pierre, Phalsbourg, Neuwiller-lès-Saverne, Monswiller, Lutzelbourg, Drulingen,
- Hôpitaux à Phalsbourg, Saverne, Ingwiller.

## Population et société

### Démographie

#### Évolution démographique
L'évolution du nombre d'habitants est connue à travers les recensements de la population effectués dans la commune depuis 1793. Pour les communes de moins de 10 000 habitants, une enquête de recensement portant sur toute la population est réalisée tous les cinq ans, les populations de référence des années intermédiaires étant quant à elles estimées par interpolation ou extrapolation. Pour la commune, le premier recensement exhaustif entrant dans le cadre du nouveau dispositif a été réalisé en 2006.

En 2022, la commune comptait 456 habitants, en évolution de −5,59 % par rapport à 2016 (Bas-Rhin : +3,17 %, France hors Mayotte : +2,11 %).
| 1793 | 1800 | 1806 | 1821 | 1831 | 1836 | 1841 | 1846 | 1851 |
| ---- | ---- | ---- | ---- | ---- | ---- | ---- | ---- | ---- |
| 535  | 608  | 671  | 766  | 814  | 829  | 790  | 768  | 785  |

| 1856 | 1861 | 1866 | 1871 | 1875 | 1880 | 1885 | 1890 | 1895 |
| ---- | ---- | ---- | ---- | ---- | ---- | ---- | ---- | ---- |
| 773  | 794  | 833  | 839  | 823  | 849  | 842  | 852  | 823  |

| 1900 | 1905 | 1910 | 1921 | 1926 | 1931 | 1936 | 1946 | 1954 |
| ---- | ---- | ---- | ---- | ---- | ---- | ---- | ---- | ---- |
| 856  | 911  | 912  | 825  | 803  | 756  | 756  | 766  | 658  |

| 1962 | 1968 | 1975 | 1982 | 1990 | 1999 | 2006 | 2011 | 2016 |
| ---- | ---- | ---- | ---- | ---- | ---- | ---- | ---- | ---- |
| 685  | 686  | 626  | 574  | 522  | 499  | 484  | 501  | 483  |

| 2021 | 2022 | - | - | - | - | - | - | - |
| ---- | ---- | - | - | - | - | - | - | - |
| 461  | 456  | - | - | - | - | - | - | - |

### Cultes
- Culte protestant, Paroisse de Schoenbourg (Eschbourg, Graufthal)[49].
- Culte catholique, Communauté de paroisses Clochers du Kirchberg[50], Diocèse de Strasbourg.

## Économie

### Entreprises et commerces

#### Agriculture
- Élevage de vaches laitières.
- Élevage d'autres bovins et de buffles.
- Élevage d'ovins et de caprins.

#### Tourisme
- Restauration traditionnelle.
- Hôtels et hébergement similaire.
- Hébergement touristique et autre hébergement de courte durée.

#### Commerces
- Commerces et services de proximité[51].

## Culture locale et patrimoine

### Lieux et monuments
- La maison des Rochers (habitations troglodytiques) à Graufthal[52],[53],[54].
- Le rocher des Païens à proximité de La Petite-Pierre, dans les limites administratives d'Eschbourg.
- Patrimoine rural recensé par le service régional de l'Inventaire général du patrimoine culturel[55].
- Maison de tisserand[56].
- Maison de charron[57].
- Anciens moulins[58],[59],[60].
- La mairie[61].
- Monument aux morts[62] : guerres franco-allemande de 1914-1918 - 1939-1945 commémorées.

#### Patrimoine religieux
- Abbaye de Graufthal[63],[64].
- Église luthérienne[65],[66].

Chaire pastorale.
Orgue Link frères (facteur d'orgues),,.
Le mobilier de l'église de luthériens.
- Église luthérienne de la Bienheureuse-Vierge-Marie (Graufthal)[72],[73].

Autel protestant.
Chaire pastorale.
Le mobilier de l'église de la Bienheureuse-Vierge-Marie, église de luthériens.
- Église catholique de l'Annonciation[77],[78].

Ensemble des autels.
Christ en croix.
Ostensoir.
Orgue.
Le mobilier de l'église de l'Annonciation.
- Presbytère catholique[84].
- Croix monumentale[85].

### Galerie

Patrimoine civil
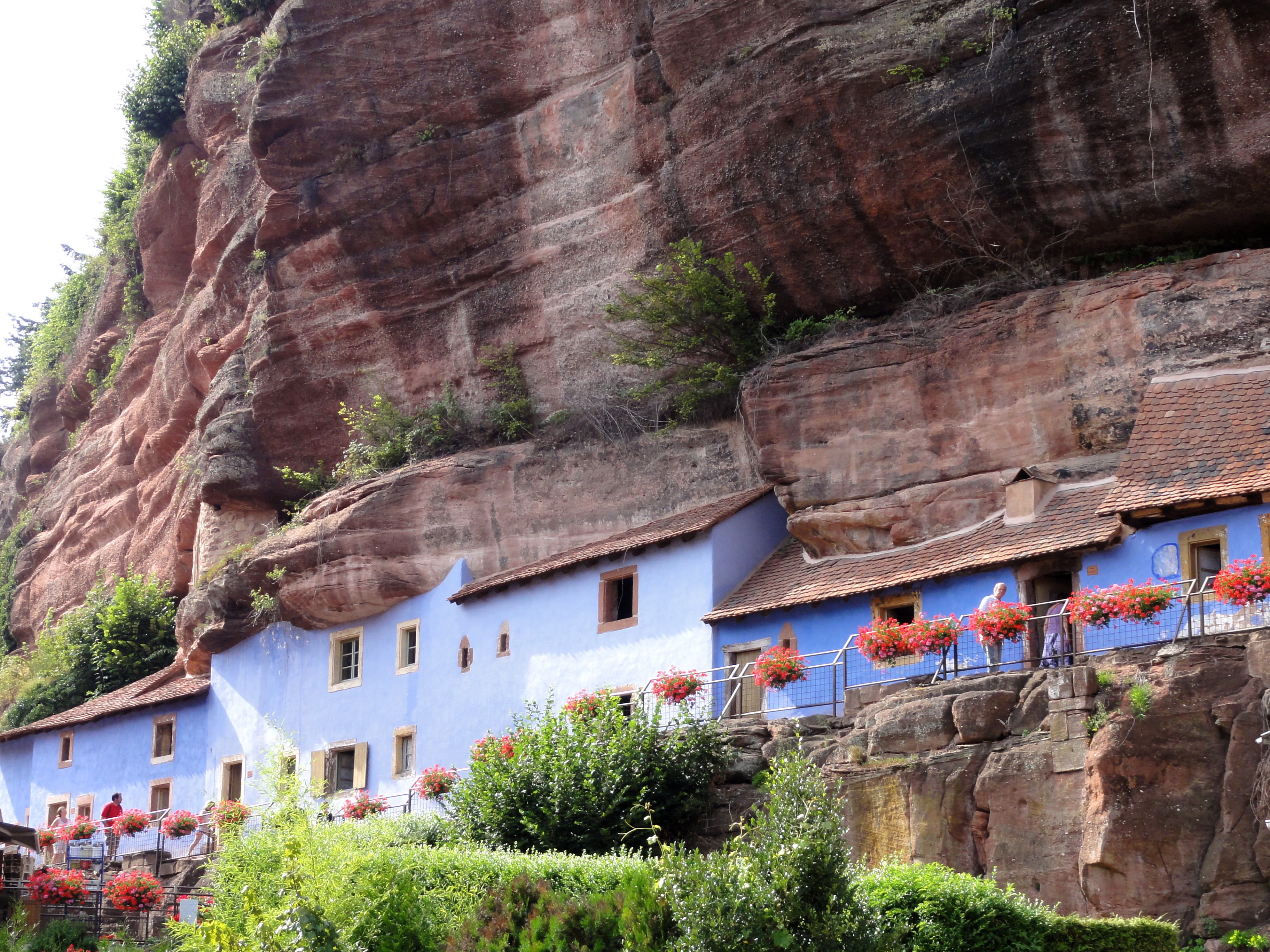
Maisons troglodytiques de Graufthal.
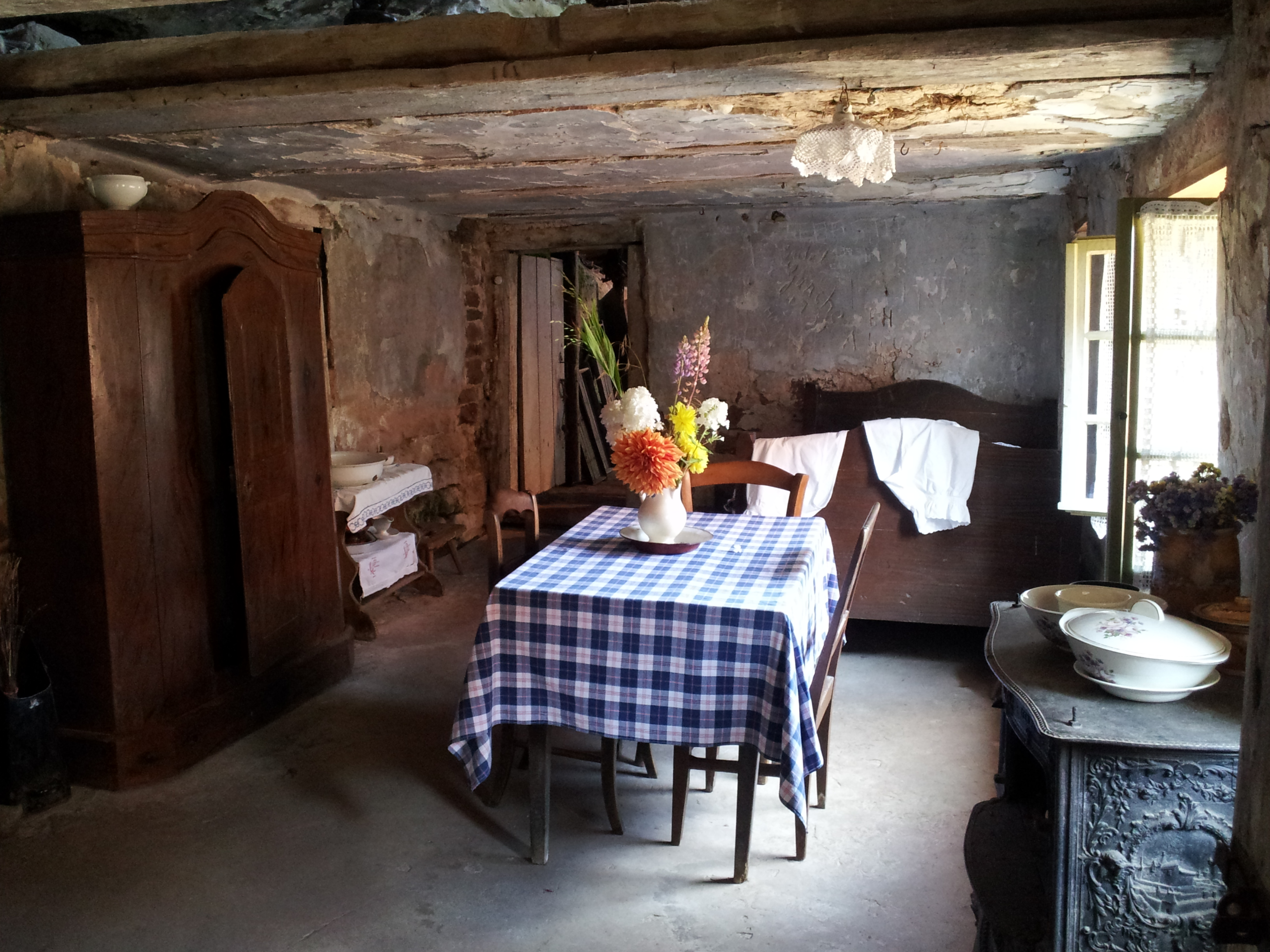
Salle à manger.
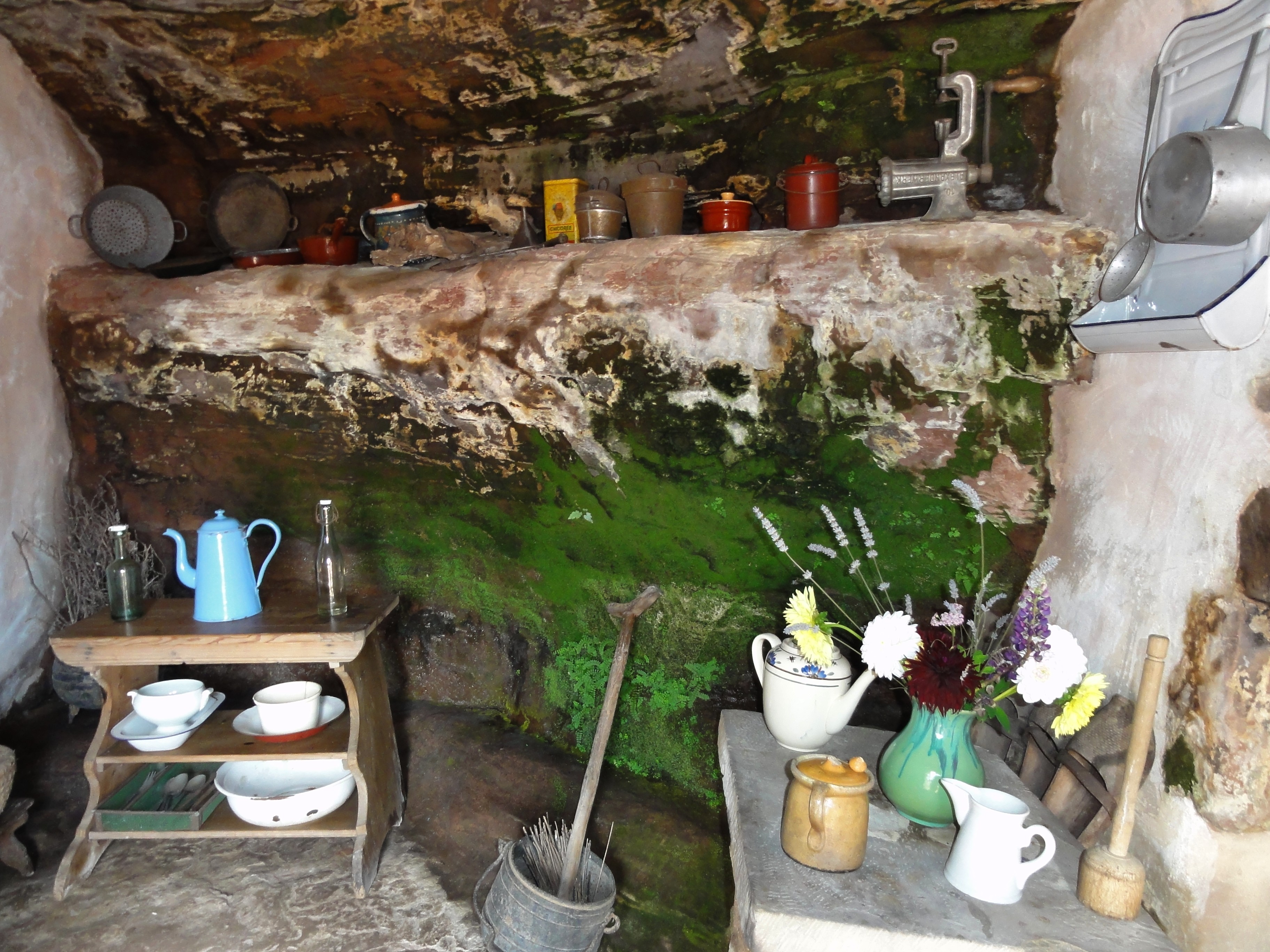
Cuisine.
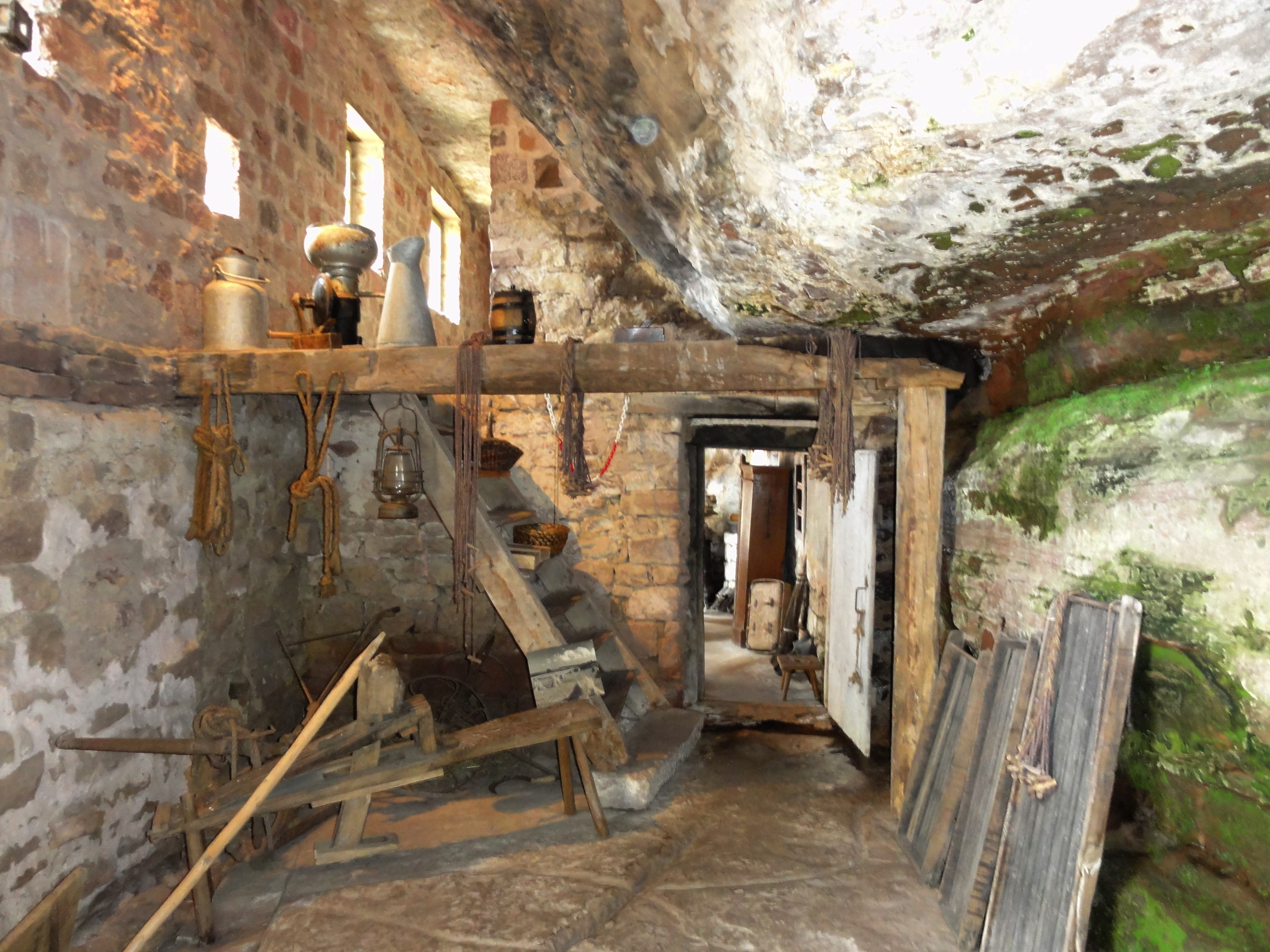
Local agricole.
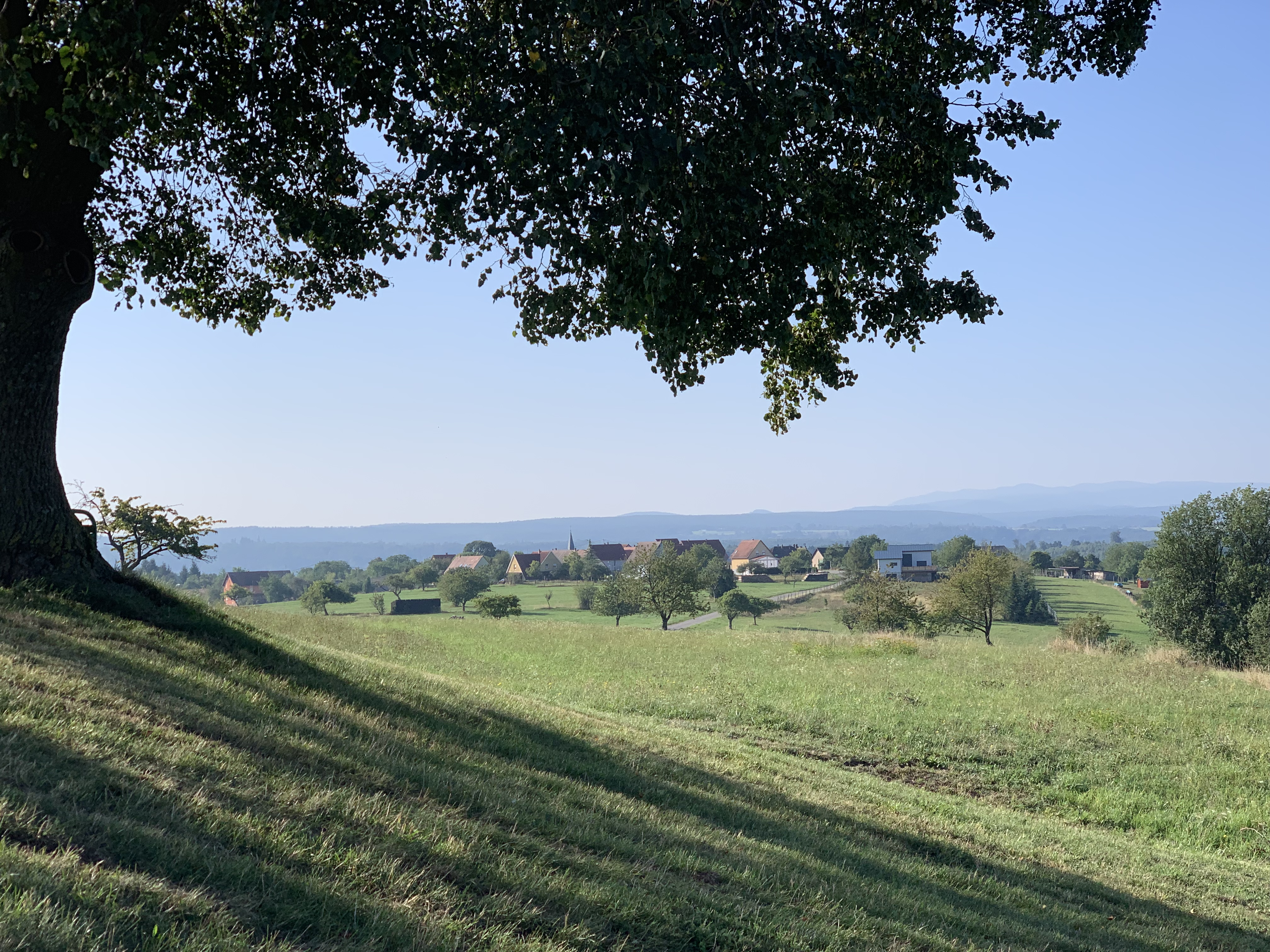
Eschbourg vue depuis la route de La Petite-Pierre.

Patrimoine religieux
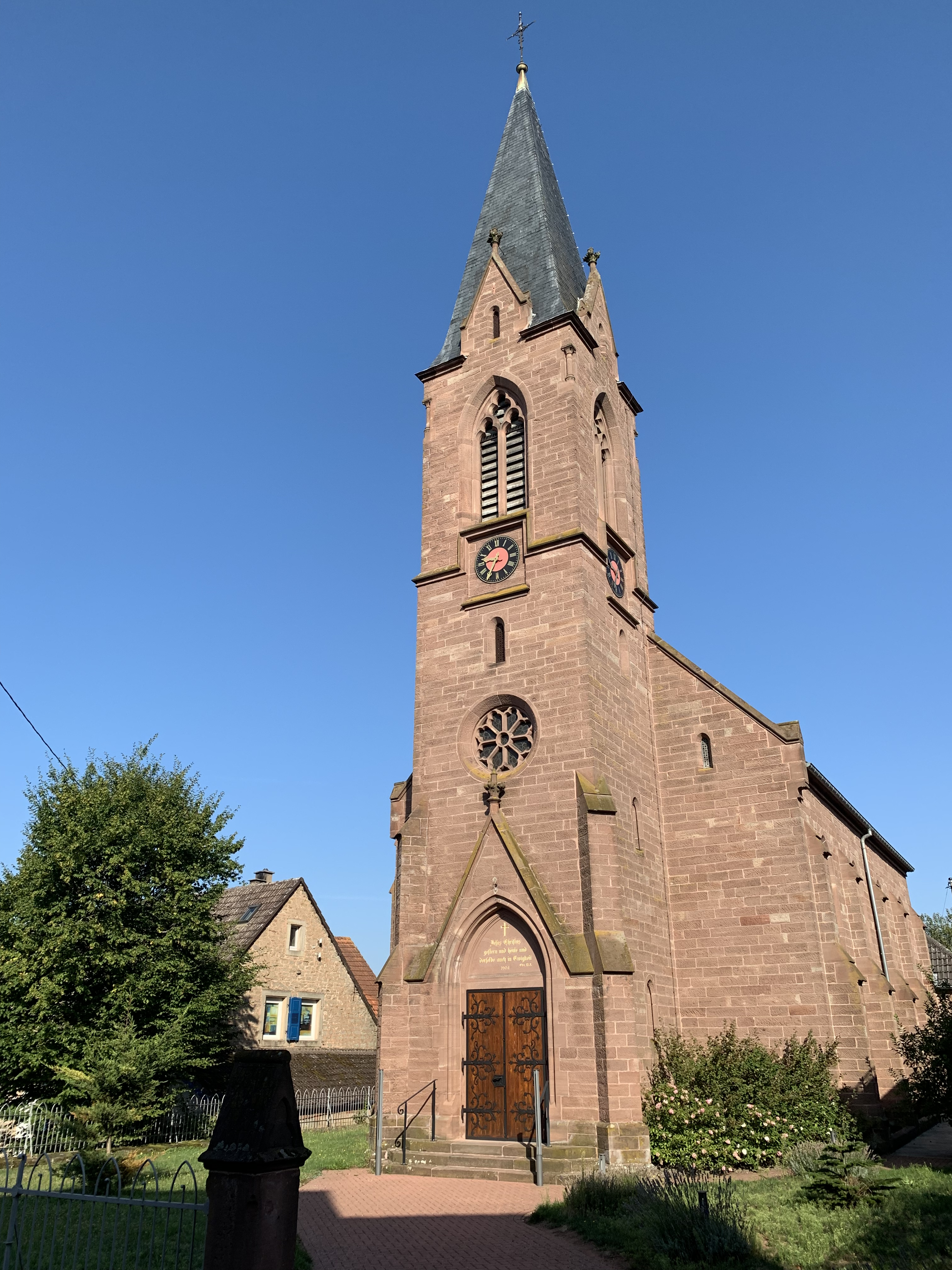
L'église lutherienne d'Eschbourg.
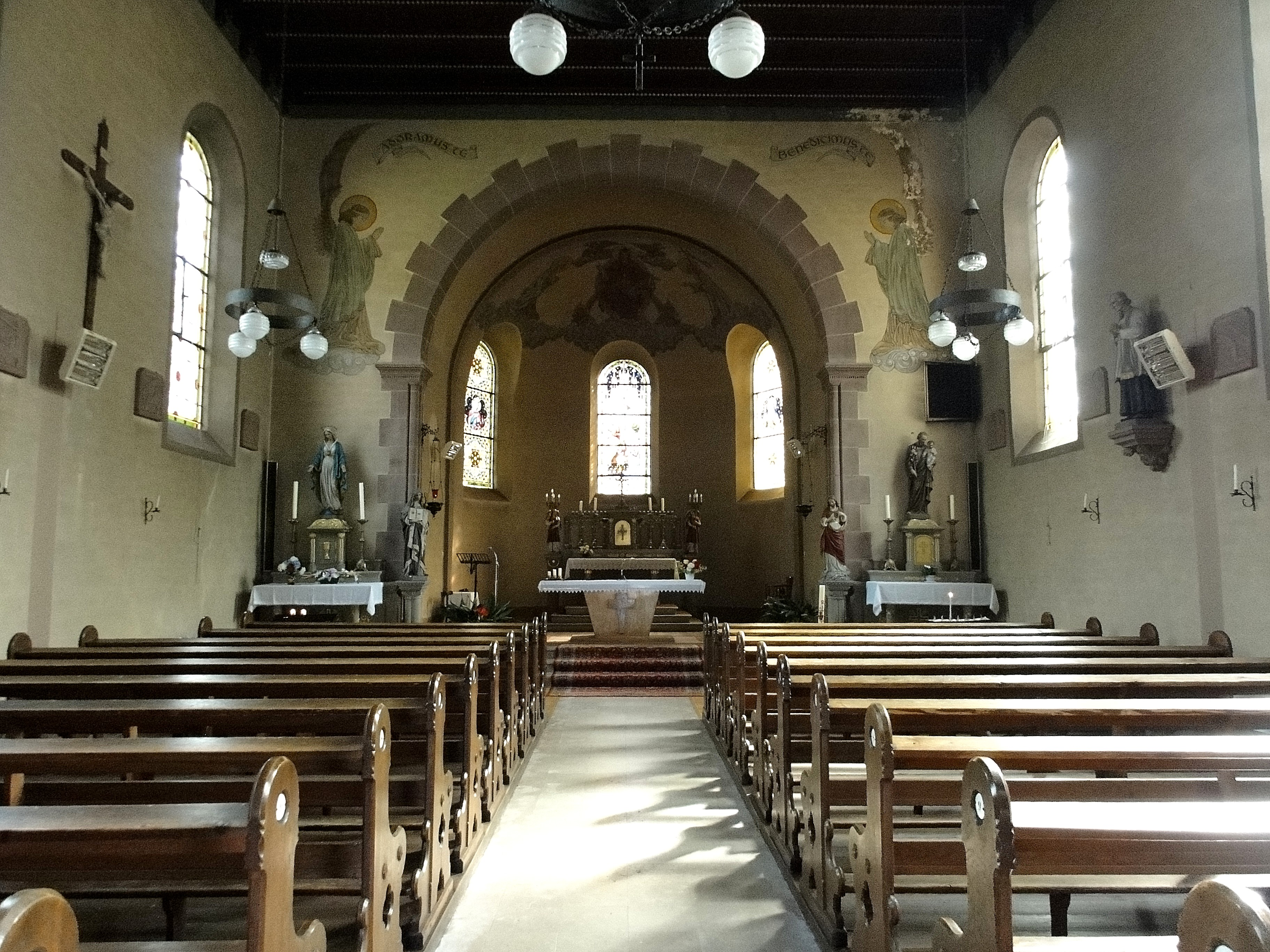
Vue intérieure de la nef vers le chœur de l'église de l'Annonciation.
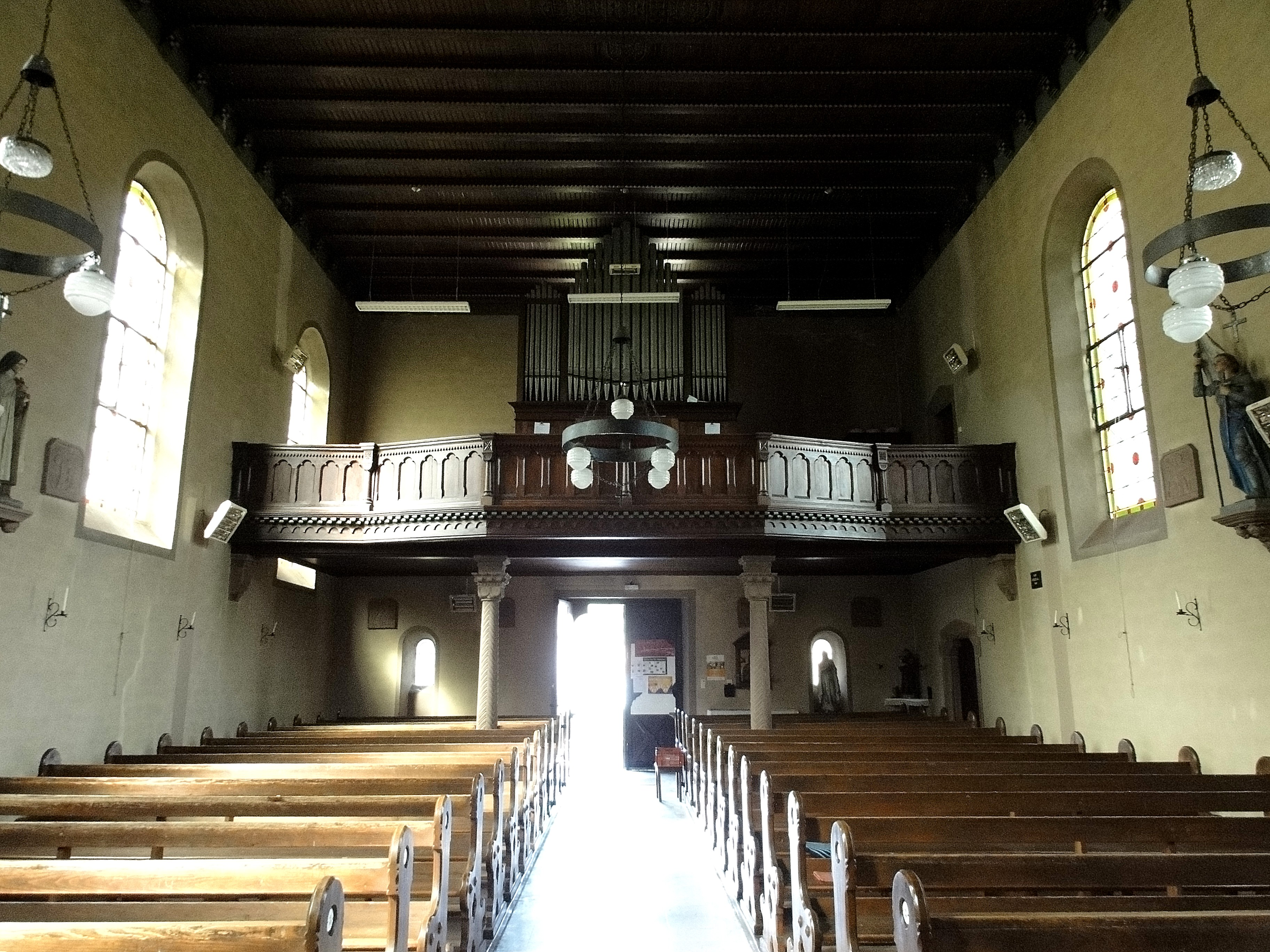
Orgue, église de l'Annonciation.
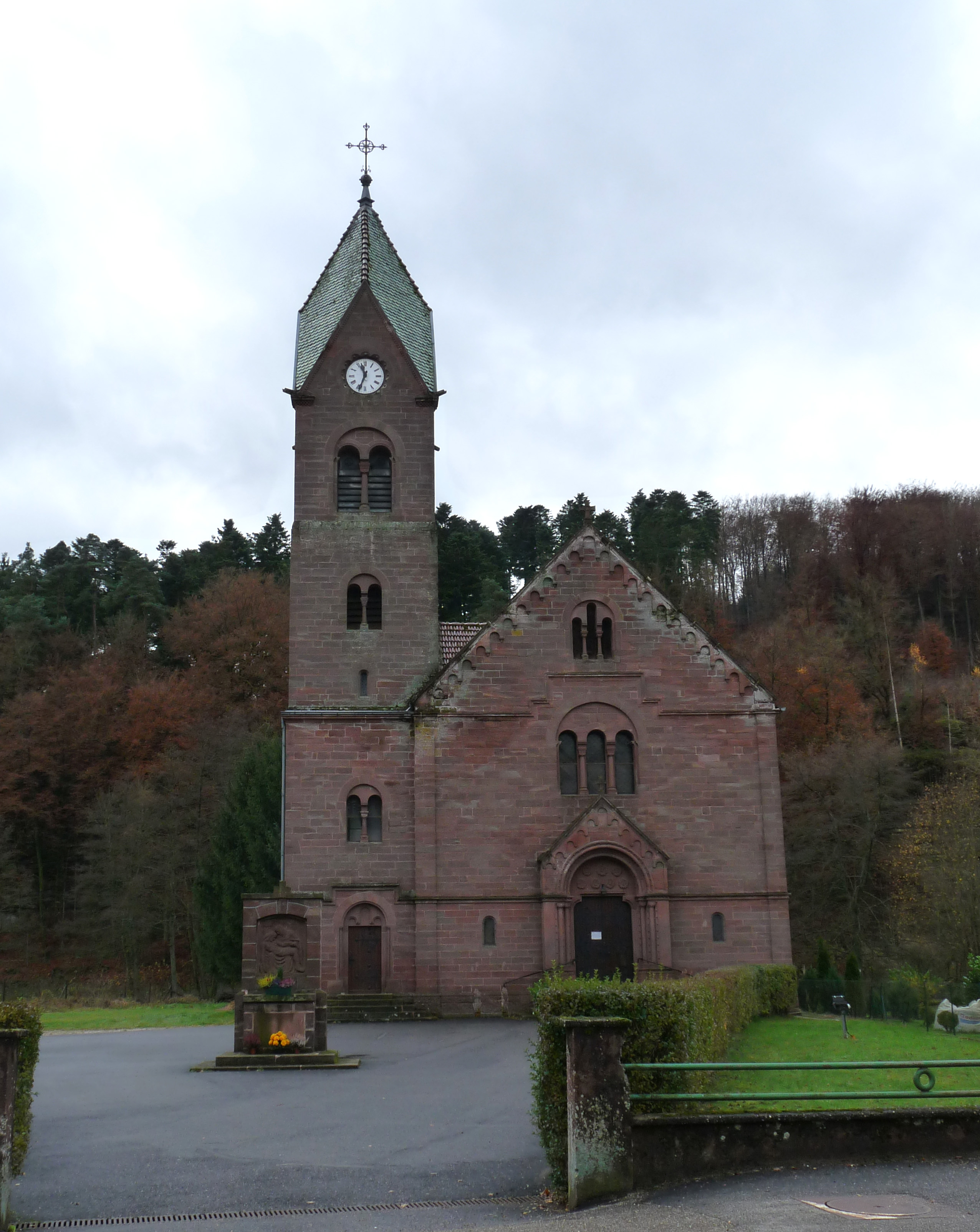
L'église de l'Annonciation de Graufthal.
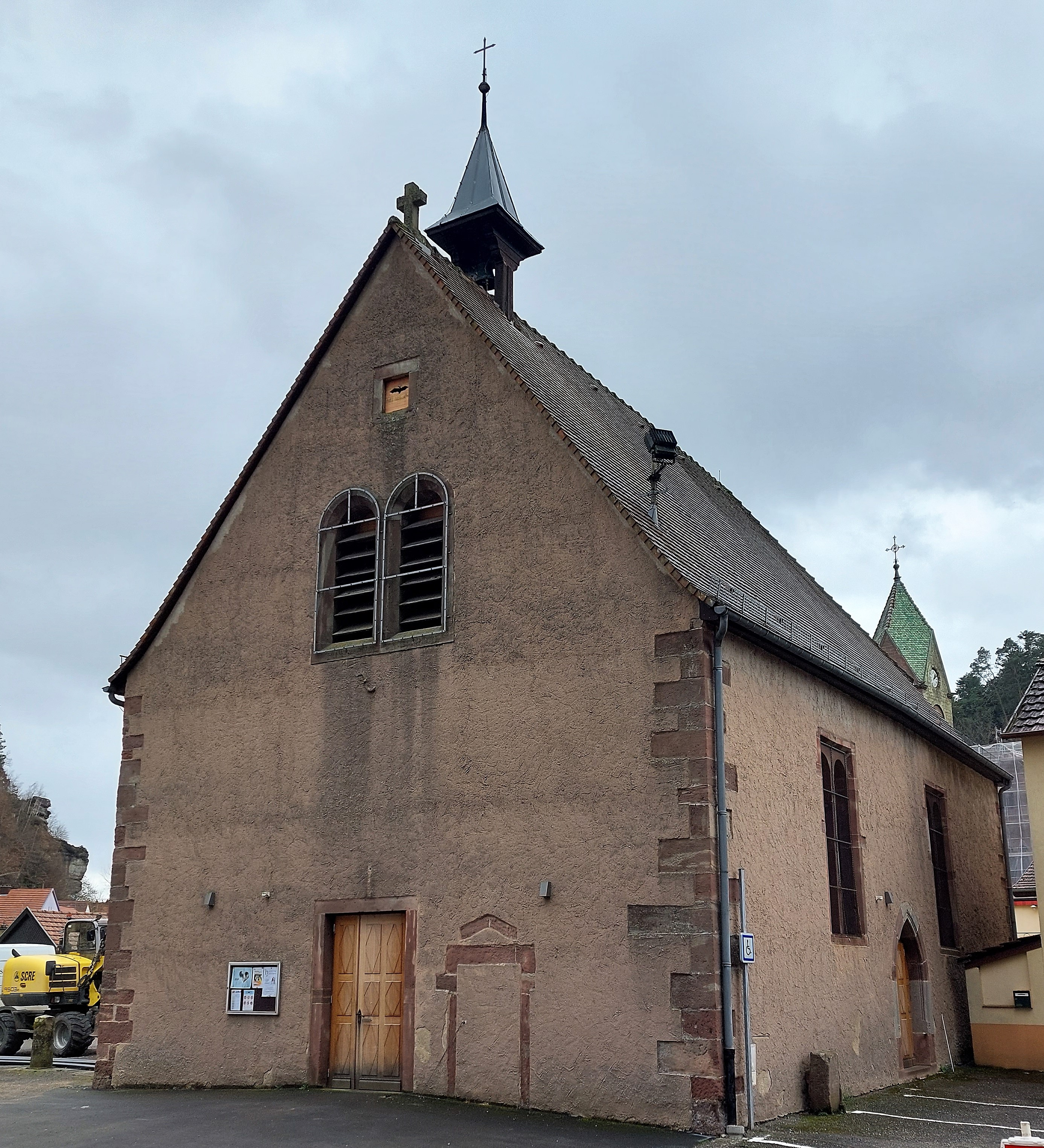
L'église luthérienne (Graufthal).
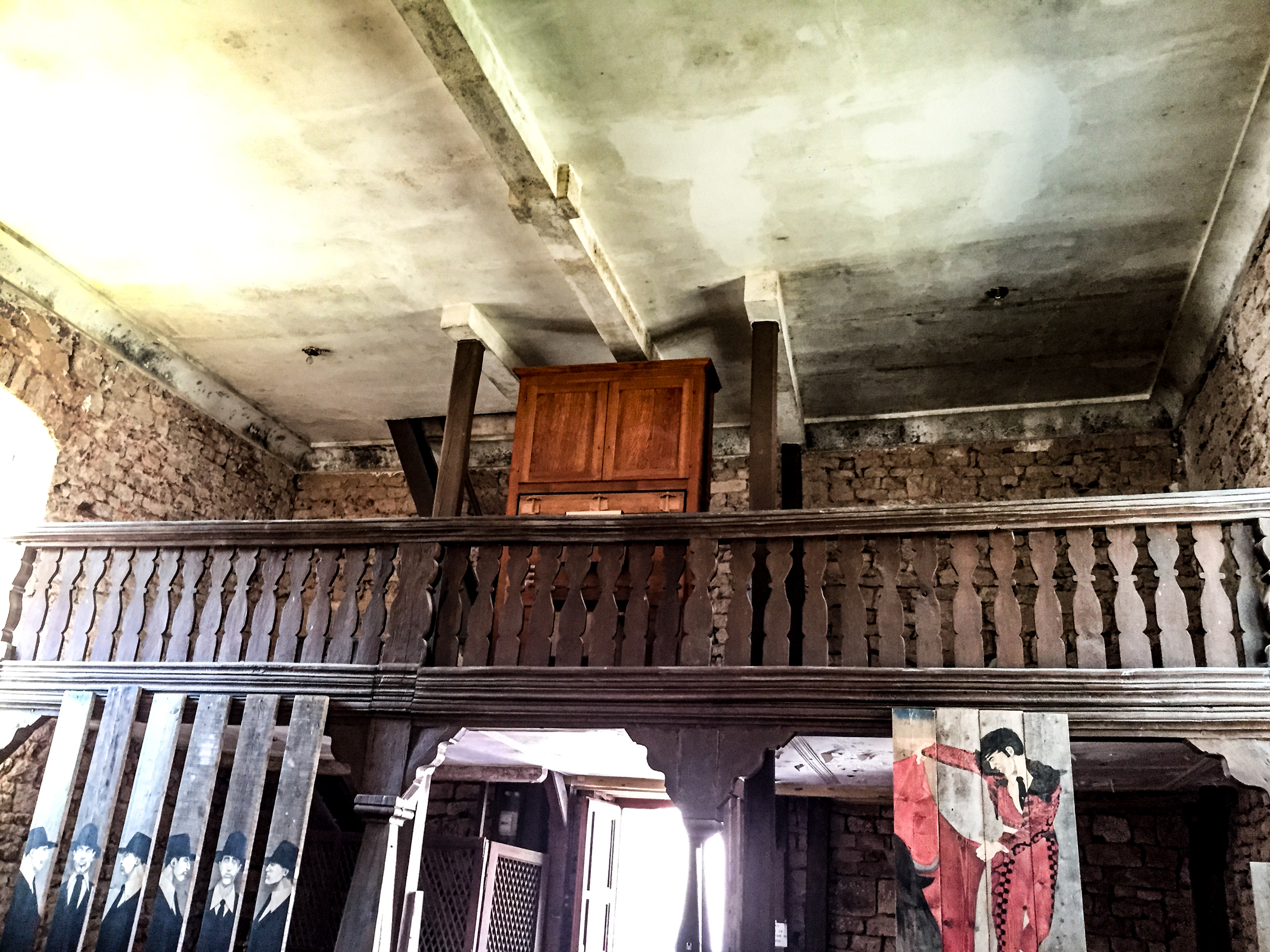
Orgue église luthérienne.
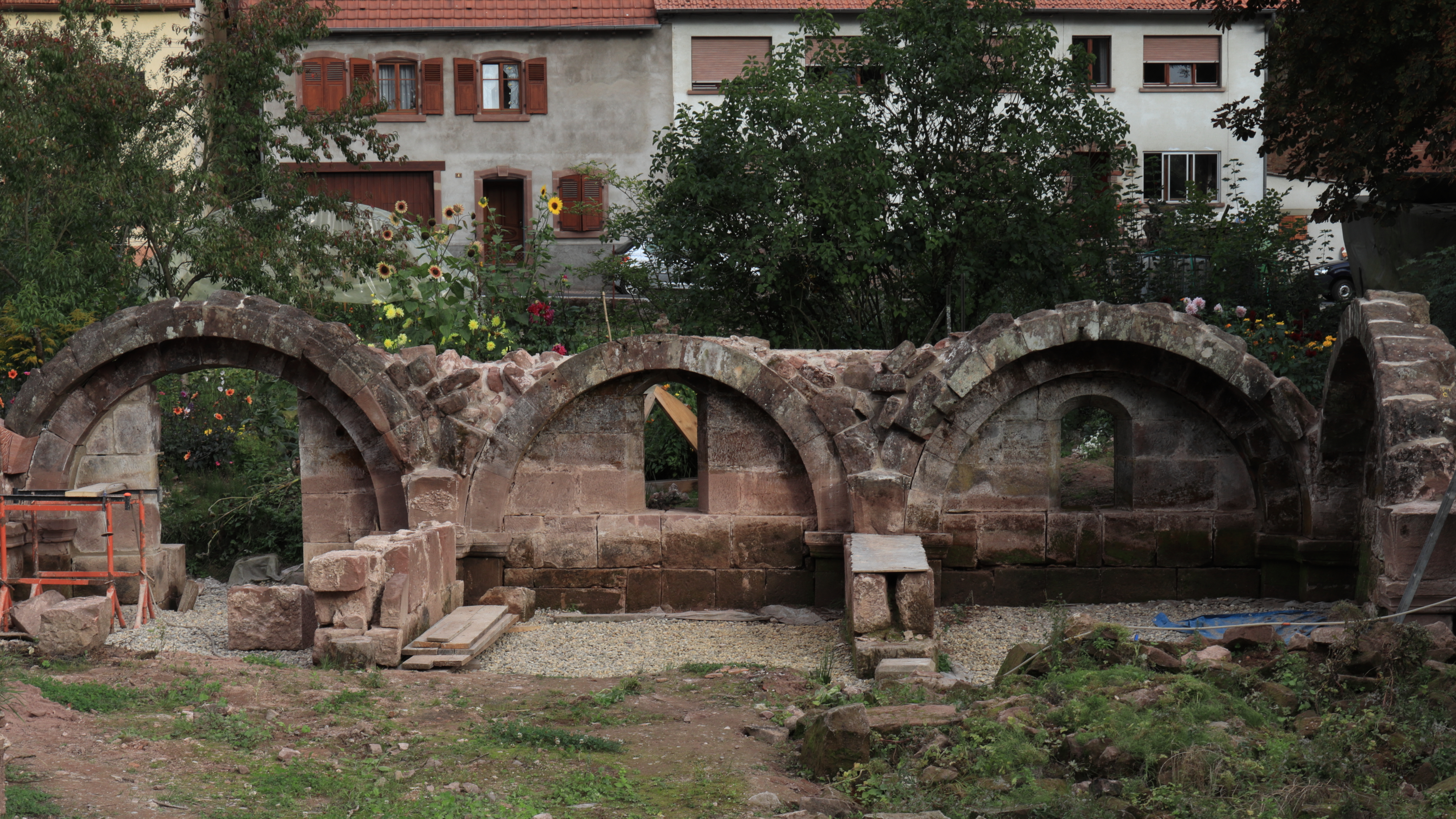
Vestiges de l'abbaye de Graufthal.
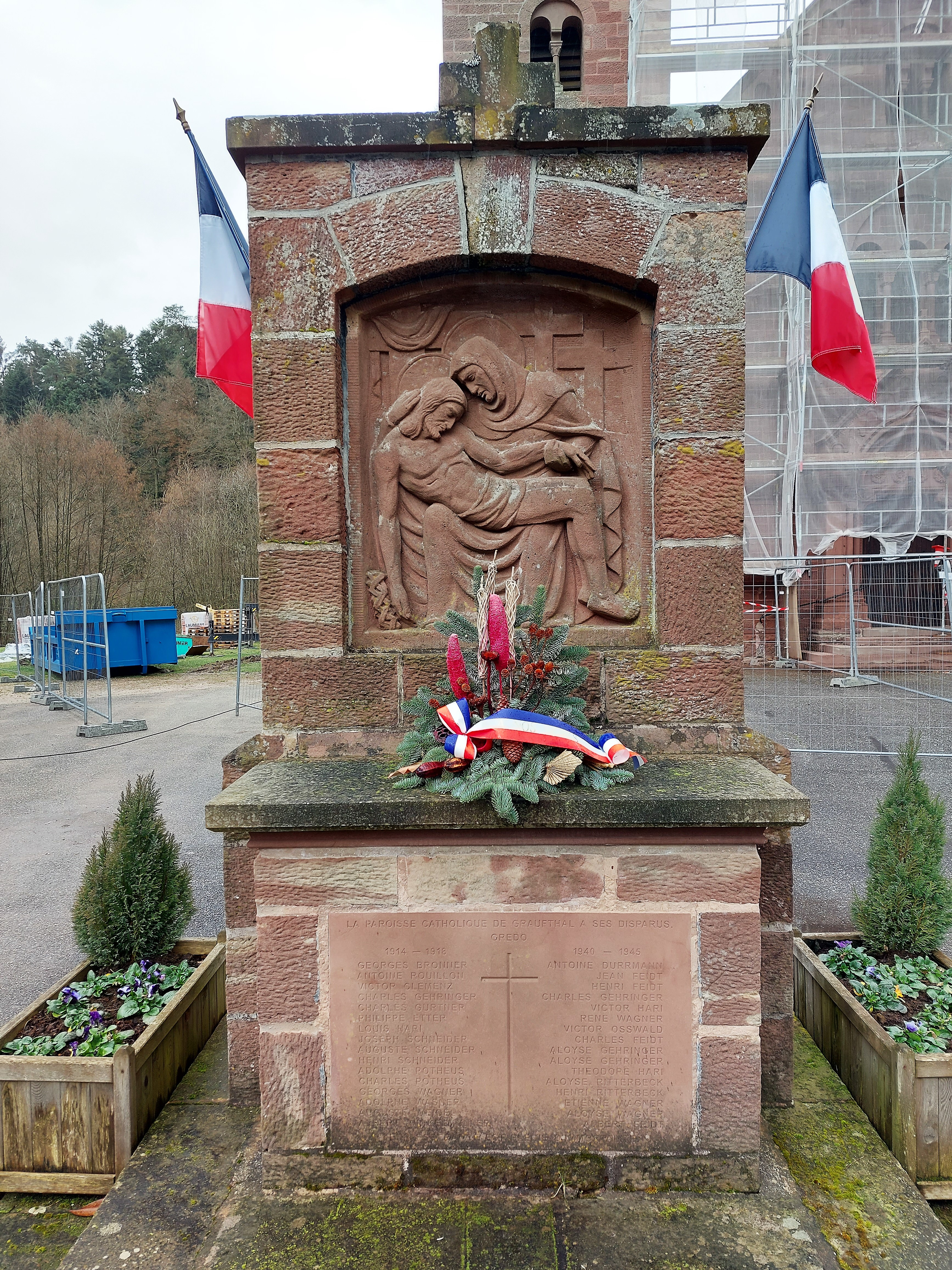
Le monument aux morts.

### Héraldique
| Blason de Eschbourg | Blason  | Coupé : au premier parti d'argent et de sable, au second coupé au I de gueules au chevron d'argent et au II d'or plain. |
| Blason de Eschbourg | Détails | |